# Perdita dolichocephala
Perdita dolichocephala är en biart som beskrevs av Swenk och Cockerell 1907. Perdita dolichocephala ingår i släktet Perdita och familjen grävbin. Inga underarter finns listade i Catalogue of Life.